# 国際連合安全保障理事会決議226
国際連合安全保障理事会決議226（こくさいれんごうあんぜんほしょうりじかいけつぎ226、英: United Nations Security Council Resolution 226）は、1966年10月14日に国際連合安全保障理事会で採択された決議である。
安保理は、ポルトガル領アンゴラがコンゴ民主共和国への内政干渉を行っている外国人傭兵の作戦基地になっているというコンゴ民主共和国からの苦情申し立てを受けて、ポルトガル政府に対して、外国人傭兵がコンゴ民主共和国への内政干渉を行う作戦基地としてアンゴラを使用させないように求め、すべての加盟国に対して、コンゴ民主共和国の内政への介入を控えるあるいは止めるように求めた。